# Světliny 2.díl
Světliny 2.díl je díl vesnice Světliny a část obce Dolní Podluží v okrese Děčín. Nachází se asi jeden kilometr severozápadně od Dolního Podluží. Světliny 2.díl leží v katastrálním území Dolní Podluží o výměře 15,44 km². Zbývající část vesnice Světliny je jako Světliny 1.díl součástí města Varnsdorfu.

## Historie
První písemná zmínka o vesnici pochází z roku 1787. Do roku 1946 nesla tato místní část obce Dolní Grunt název Lichtenhain 2. díl.

## Obyvatelstvo
Při sčítání lidu v roce 1921 zde žilo 147 obyvatel (z toho sedmdesát mužů) německé národnosti. Kromě jednoho příslušníka nezjišťovaných církví byli římskými katolíky. Podle sčítání lidu z roku 1930 měla vesnice 151 obyvatel: 149 Němců a dva cizince. Sedmnáct lidí bylo bez vyznání, dva patřili k nezjišťovaným církvím a ostatní se hlásili k římskokatolické církvi.
|                                                                        | 1869 | 1880 | 1890 | 1900 | 1910 | 1921 | 1930 | 1950 | 1961 | 1970 | 1980 | 1991 | 2001 | 2011 |
| ---------------------------------------------------------------------- | ---- | ---- | ---- | ---- | ---- | ---- | ---- | ---- | ---- | ---- | ---- | ---- | ---- | ---- |
| Obyvatelé                                                              | 226  | 204  | 197  | 193  | 196  | 147  | 151  | 25   | 14   | 10   | 4    | 4    | 3    | 3    |
| Domy                                                                   | 31   | 31   | 30   | 31   | 31   | 31   | 31   | 29   | .    | 2    | 2    | 3    | 8    | 8    |
| Počet domů z roku 1961 je zahrnut v domech místní části Dolní Podluží. |      |      |      |      |      |      |      |      |      |      |      |      |      |      |